# Jiřinka (rybník)
Rybník Jiřinka o rozloze vodní plochy 1,23 ha se nalézá asi 300 m východně od vesnice Leština, části Markvartic v okrese Jičín. Rybník je vybudován na říčce Mrlina a spolu s Podleštinským rybníkem tvoří dvoučlennou rybniční soustavu. Rybník má zhruba trojúhelníkový tvar.
Po hrázi rybníka Jiřinka vede polní cesta vedoucí z osady Leština do osady Netolice.
Rybník byl vybudován před rokem 1852, poněvadž je zachycen na již mapách II. vojenského mapování. V roce 2019 je využíván pro chov ryb.

## Galerie

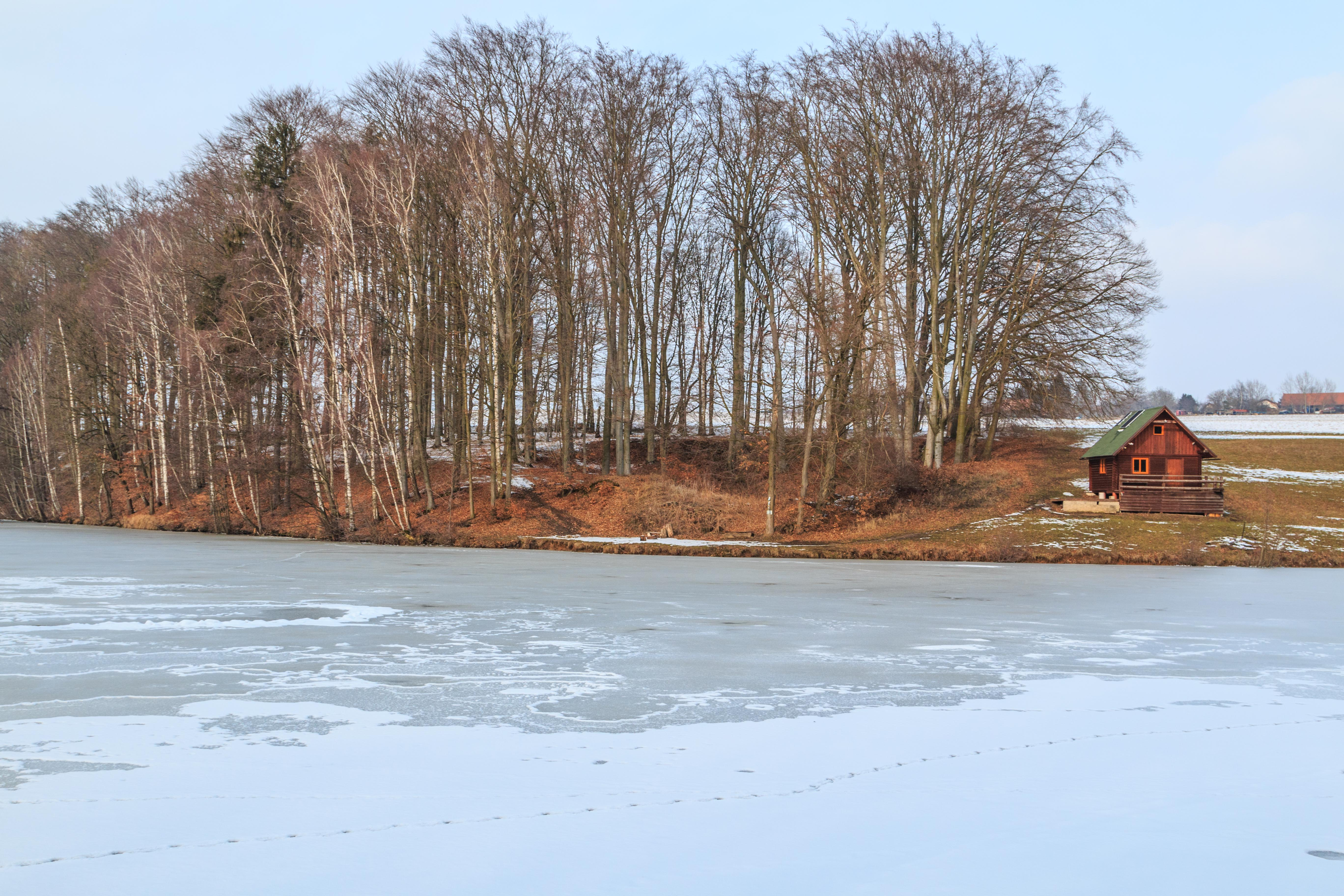
pohled na rybník Jiřinka u Leštiny
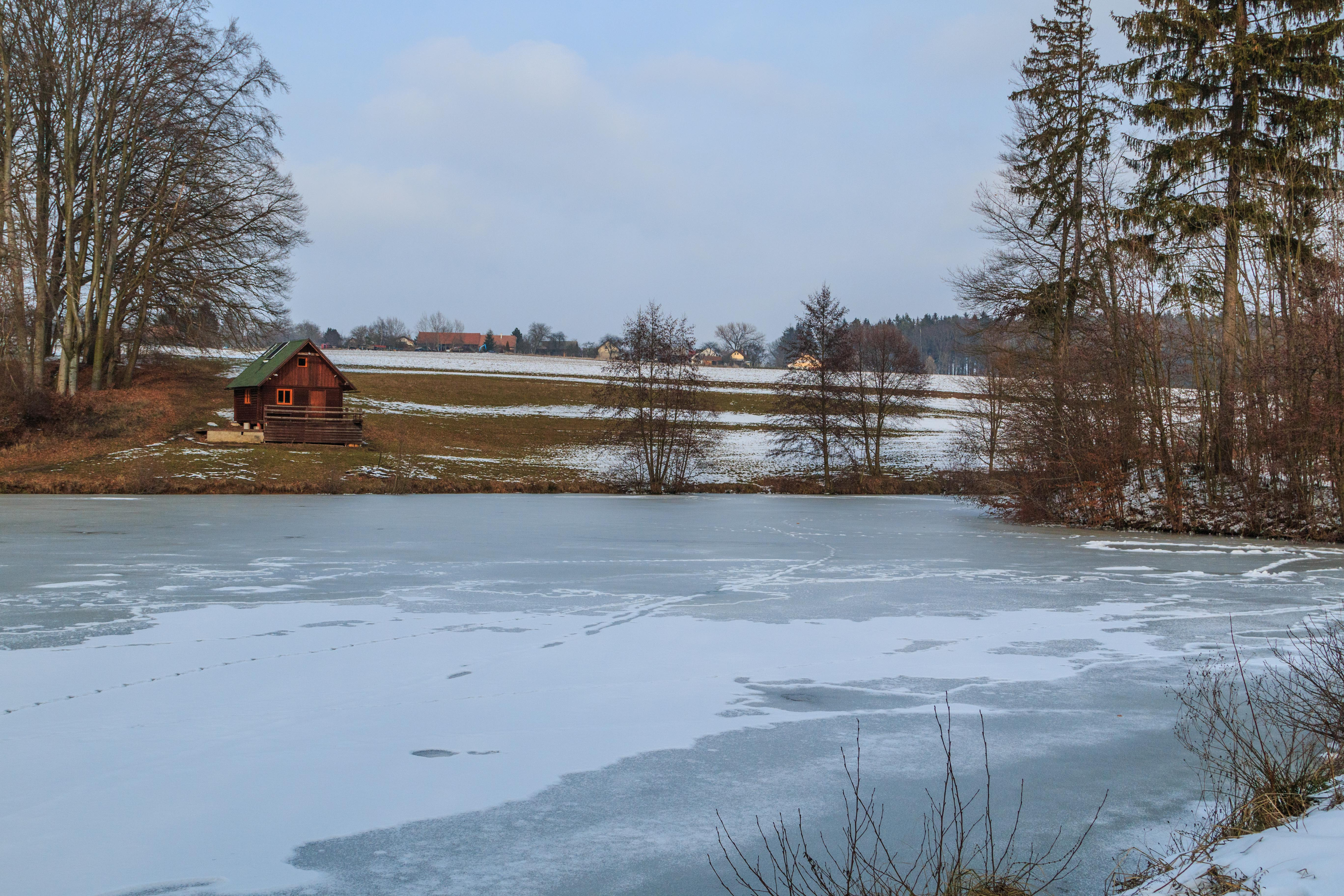
pohled na rybník Jiřinka u Leštiny
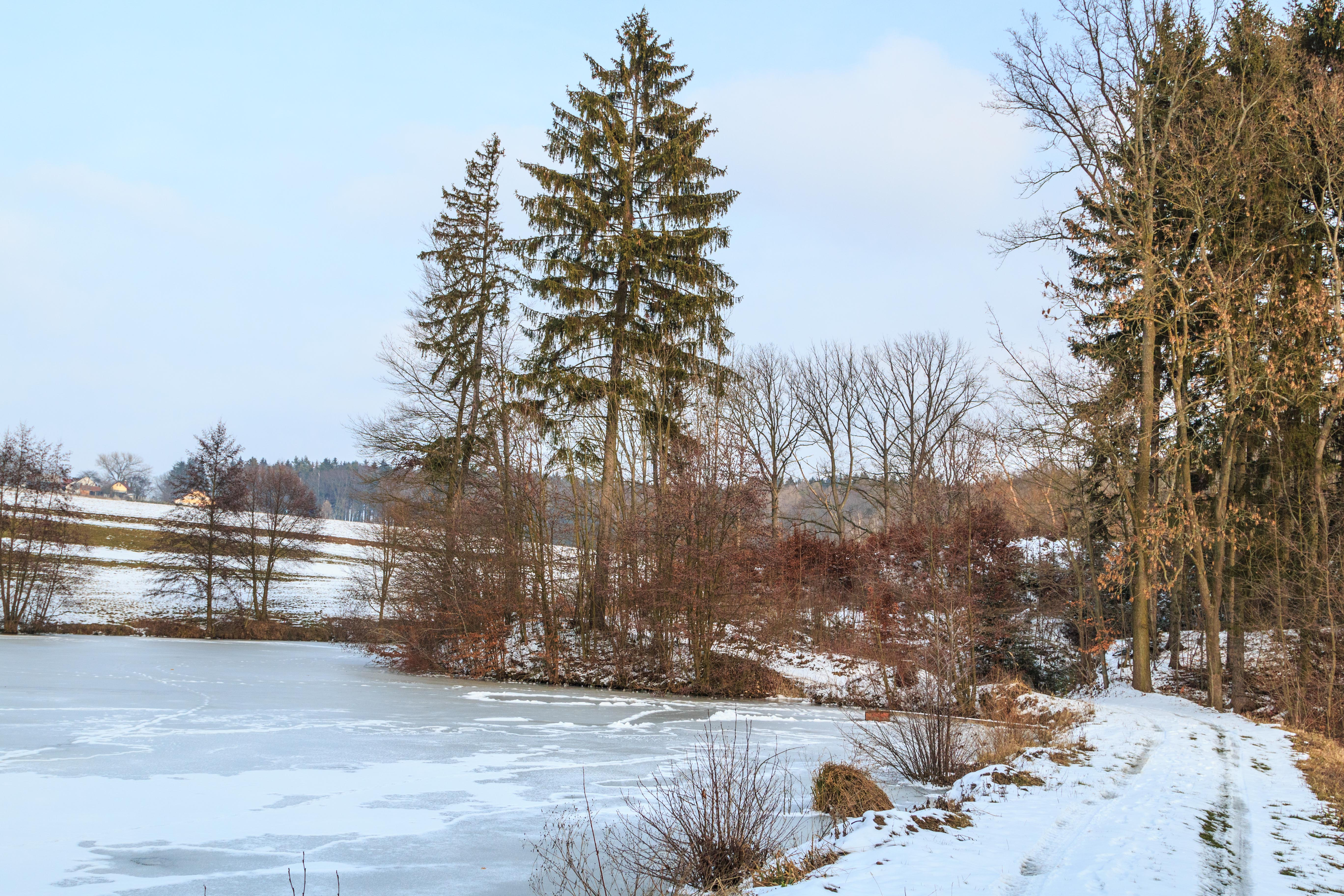
pohled na rybník Jiřinka u Leštiny